# Arping
arping — утиліта для знаходження хостів в комп'ютерній мережі.
Функціонує аналогічно утиліті ping, але на відміну від неї працює на другому рівні моделі Моделі OSI і використовує протокол ARP. 
Arping можна використовувати лише в одноранговій мережі, але це обмеження можна обійти використовуючи методи Proxy ARP.

## Приклад
```
ARPING 192.168.39.120 from 192.168.39.1 eth0
Unicast reply from 192.168.39.120 [00:01:80:38:F7:4C]  0.810ms
Unicast reply from 192.168.39.120 [00:01:80:38:F7:4C]  0.607ms
Unicast reply from 192.168.39.120 [00:01:80:38:F7:4C]  0.602ms
Unicast reply from 192.168.39.120 [00:01:80:38:F7:4C]  0.606ms
Sent 4 probes (1 broadcast(s))
Received 4 response(s)
```

## Дивись також
- ARP
- MAC-адреса
- ping